# 德克斯特·圣路易斯
德克斯特·圣路易斯（英語：Dexter St. Louis，1968年3月21日—2019年5月16日），特立尼达乒乓球运动员。2013年1月，他的国际乒乓球联合会（ITTF）排名达到生涯最高，为第342名。
他曾参加1996年夏季奥运会和2008年夏季奥运会的乒乓球男子单打比赛，未能取得胜利。